# Primera División 1926 (AAm)
La Primera División 1926, organizzata dall'Asociación Amateurs de Football e disputatasi dal 4 aprile al 21 novembre, si concluse con la vittoria dell'Independiente.

## Classifica finale[1]
| Pos. | Squadra                     | Pt | G  | V  | N  | P  | GF | GS | DR  |
| ---- | --------------------------- | -- | -- | -- | -- | -- | -- | -- | --- |
| 1.   | Independiente               | 46 | 25 | 21 | 4  | 0  | 75 | 14 | +61 |
| 2.   | San Lorenzo                 | 45 | 25 | 21 | 3  | 1  | 71 | 21 | +50 |
| 3.   | Platense                    | 37 | 25 | 16 | 5  | 4  | 41 | 18 | +23 |
| 4.   | Racing Club                 | 34 | 25 | 16 | 2  | 7  | 51 | 36 | +15 |
| 5.   | Gimnasia y Esgrima La Plata | 33 | 25 | 13 | 7  | 5  | 41 | 27 | +14 |
| 5.   | Lanús                       | 33 | 25 | 13 | 7  | 5  | 38 | 28 | +10 |
| 7.   | Vélez Sarsfield             | 31 | 25 | 10 | 11 | 4  | 38 | 27 | +11 |
| 7.   | Sportivo Palermo            | 31 | 25 | 14 | 3  | 8  | 51 | 38 | +13 |
| 9.   | Quilmes                     | 29 | 25 | 13 | 3  | 9  | 46 | 22 | +24 |
| 10.  | Sportivo Almagro            | 28 | 25 | 12 | 4  | 9  | 26 | 25 | +1  |
| 11.  | River Plate                 | 24 | 25 | 10 | 4  | 11 | 32 | 24 | +8  |
| 11.  | Defensores de Belgrano      | 24 | 25 | 10 | 4  | 11 | 24 | 32 | -8  |
| 13.  | Tigre                       | 22 | 25 | 7  | 8  | 10 | 32 | 3  | -4  |
| 13.  | Talleres (RE)               | 22 | 25 | 10 | 2  | 13 | 28 | 36 | -8  |
| 15.  | Estudiantes de La Plata     | 21 | 25 | 8  | 5  | 12 | 37 | 35 | +2  |
| 16.  | Ferro Carril Oeste          | 20 | 25 | 7  | 6  | 12 | 28 | 37 | -9  |
| 17.  | Barracas Central            | 19 | 25 | 7  | 5  | 13 | 31 | 42 | -11 |
| 17.  | Estudiantil Porteño         | 19 | 25 | 5  | 9  | 11 | 25 | 38 | -13 |
| 17.  | Sportivo Buenos Aires       | 19 | 25 | 7  | 5  | 13 | 24 | 39 | -15 |
| 17.  | Excursionistas              | 19 | 25 | 6  | 7  | 12 | 23 | 43 | -20 |
| 17.  | Banfield                    | 19 | 25 | 5  | 9  | 11 | 16 | 37 | -21 |
| 22.  | San Isidro                  | 18 | 25 | 8  | 2  | 15 | 32 | 46 | -14 |
| 22.  | Liberal Argentino           | 18 | 25 | 7  | 4  | 14 | 21 | 37 | -16 |
| 24.  | Estudiantes Buenos Aires    | 17 | 25 | 6  | 5  | 14 | 22 | 45 | -23 |
| 25.  | Argentino del Sud           | 14 | 25 | 5  | 4  | 16 | 22 | 56 | -34 |
| 26.  | Atlanta                     | 8  | 25 | 1  | 6  | 18 | 22 | 58 | -36 |

## Classifica marcatori[2]
| Gol |  |  | Giocatore            | Squadra                                |
| --- |  |  | -------------------- | -------------------------------------- |
| 29  |  |  | Manuel Seoane        | Independiente                          |
| 23  |  |  | Ernesto Pieri        | Racing Club (12) Sportivo Palermo (11) |
| 15  |  |  | Alfredo Carricaberry | San Lorenzo                            |
| 15  |  |  | Luis Ravaschino      | Independiente                          |
| 14  |  |  | Juan Carlos Irurieta | River Plate                            |
| 14  |  |  | Ismael Morgada       | Gimnasia La Plata                      |
| 13  |  |  | Pedro De Sarasqueta  | Estudiantil Porteño                    |
| 13  |  |  | Juan Félix Maglio    | San Lorenzo                            |
| 13  |  |  | Alberto Vásquez      | Quilmes                                |
| 12  |  |  | Carmelo Pozzo        | Sportivo Palermo                       |